# Лубенников, Иван Леонидович
Ива́н Леони́дович Лубенников (14 мая 1951, Минск — 3 октября 2021, Москва) — советский и российский художник-монументалист, живописец, педагог, профессор МГАХИ им. В. И. Сурикова. Академик РАХ (2012). Народный художник Российской Федерации (2006). Лауреат Премии Правительства РФ (2011).

## Биография
Родился 14 мая 1951 года в г. Минске, БССР в семье советского партийного и государственного деятеля Леонида Игнатьевича Лубенникова.
Иван Лубенников окончил Московскую среднюю художественную школу, институт им. Сурикова по классу монументальной живописи (мастерская К. А. Тутеволь). Признание профессионального сообщества и либеральной критики пришло к художнику в начале 1980-х годов благодаря росписи актового зала комбината «Трёхгорная мануфактура», за которую он получил одну из премий МОСХ РСФСР «Лучшая работа года». За оформление экстерьера и интерьера нового железнодорожного вокзала в Звенигороде, ныне утраченное после реконструкции без участия автора, награждён «Первой премией МГОХФ».
Живописные работы Ивана Лубенникова занимали почётные места на Московских молодёжных выставках, что отмечалось Дипломами.
В 1990-е годы начался расцвет интереса к советскому искусству у зарубежных коллекционеров. Именно тогда интерес к художеству Лубенникова проявил немецкий собиратель искусства Петер Людвиг. Он купил более десятка его работ. Позже он продолжал интересоваться искусством художника. Кроме Людвига картины художника покупал немецкий публицист Генри Наннена.
Первая крупная персональная выставка Лубенникова открылась в 1987 году в Выставочном зале «На Каширке». Она пользовалась пристальным вниманием публики и профессиональной критики и практически вся разошлась по отечественным музеям и зарубежным коллекциям. Одновременно художник много работал в архитектуре.
В конце 1980-х годов И. Лубенников оформил и усовершенствовал фасады Московского театра на Таганке конструкциями из металла.
В 1980 году создал Советский раздел Международного музея Освенцим (совместно с архитектором Александром Скоканом).
Одной из самых крупных работ художника в 80-е годы стало его участие в создании Государственного музея В. Маяковского в Москве, где в соавторстве с Е. Амаспюром, А. Волковым, И. Обросовым и другими он воплотил множество объёмно-пространственных композиций из металла и бетона.
С начала 1990-х годов возникает перерыв в работе с архитектурой, вызванный экономическими проблемами новой России. В этот период Лубенников сотрудничал с зарубежными галереями: в Соединённых Штатах Америки, во Франции и Нидерландах. Его работы часто складываются в крупные частные коллекции, например, коллекция президента фирмы «Люрекс» в Париже.
Параллельно И. Лубенников преподаёт в МГАХИ им. В. Сурикова и занимается общественной работой. В конце 1980-х годах, на волне перестройки, он избирается секретарём правления СХ СССР, а позже, уже в конце 1990-х, становится председателем секции Художников-монументалистов МСХ. Также Лубенников занимается организацией выставок, в числе которых Семнадцатая молодёжная выставка МОСХ, выставка «Иллюзии и реальность», составленная из произведений наиболее авторитетных авторов СХМ МСХ.
В 2005 году И. Лубенников вместе с четырьмя другими художниками за три с половиной года оформил станции Московского метро: 
«Маяковская» — мозаики на своде северного вестибюля, отмеченные в 2009 году Международной премией В. Маяковского), «Сретенский бульвар» — панно из травленого металла, «Славянский бульвар» — интерьер. Также Лубенников создал объёмно-пространственную композицию из металла и литого стекла «Курочка Ряба», подаренную Парижскому метрополитену и размещённую на станции «Мадлен» линии 14.
В 2004—2006 И. Лубенников создает и осуществляет архитектурно-художественную концепцию храма Воскресения Христова (архитектора А.Анисимов, З. Батракова), поселок Переделкино, Московская область.
Некоторые из станковых произведений художника хранятся в национальных собраниях: в Третьяковской галерее, Государственном Русском музее и многочисленных региональных музеях и галереях. Большая часть работ И. Лубенникова находится в частных и музейных коллекциях других стран, многие из этих работ неизвестны в России.
В октябре 2011 года выходит первая художественно-документальная книга, двухтомник, посвящённая творчеству Лубенникова. Первый том: репродукции более двухсот живописных полотен и десяти монументальных объектов. Второй том: художественно-документальная проза И. Лубенникова. Выпущено издательством Agey Tomesh/WAM (World Art Museum) при участии Министерства культуры РФ и Федерального агентства по печати и массовым коммуникациям.
Скончался И. Л. Лубенников 3 октября 2021 года. Похоронен в Москве на Кунцевском кладбище (участок 10).

## Выставки
- 1982 Групповая выставка с В. Харловым. Москва;
- 1986 Групповая выставка с Т. Назаренко и Н. Нестеровой. Западный Берлин;
- 1987 Персональная выставка. Галерея «На Каширке». Москва;
- 1988 Групповая выставка. Театр драмы и комедии на Таганке. Москва;
- 1989 Групповая выставка. Галерея Маркони. Милан, Италия;
- 1991 Персональная выставка. Галерея «Арт Модерн». Москва;
- 1993 АРТ МИФ-93. Московская международная художественная ярмарка. В/з Манеж, Москва;
- 1993 Персональная выставка. Галерея «Русская коллекция». Москва;
- 1993 Персональная выставка. Галерея Майя Польски. Чикаго, США;
- 1994 Групповая выставка совместно с Н. Глебовой, Е. Суровцевой, В. Епихиным. Москва;
- 1994 Мартовский салон. Париж;
- 1994 ФИАК. Париж;
- 1994 Персональная выставка. Галерея Алена Блондена. Париж;
- 1995 Групповая выставка «Художник и Муза» с Н. Глебовой и А. Глебовой. Центр современного искусства Спасибо Темпо. Флоренция, Италия;
- 1995 ФИАК95. Галерея Ален Цюндель. Париж;
- 1995 Групповая выставка «Русский Дом». ЦДХ, Москва;
- 1995 Благотворительный аукцион СОТБИС. Москва;
- 1996 Мартовский салон. Галерея Ален Блондель. Париж;
- 1996 Групповая выставка «Новые Ангелы». Вольтерра, Италия;
- 1996 Персональная выставка. Галерея Ален Блондель. Париж;
- 1996 Групповая выставка «Пост Арт Модерн» памяти Георгия Крутинского. ЦДХ, Москва.
- 1996 Персональная выставка. Галерея Майя Польски, Чикаго, США;
- 1997 Групповая выставка «Иллюзии и Реальность», ЦДХ, Москва;
- 1997 Групповая выставка «Искусство и духовность». Галерея Джаз де ля Римад Корсе, Франция;
- 1997 Персональная выставка в галерее Апен Блондель. Париж;
- 1997 Чикагская Художественная Ярмарка. Галерея Апен Блондель, США;
- 1998 Персональная выставка в галерее Де Твее Паувен. Гаага, Нидерланды;
- 1998 Гаагская ярмарка современного искусства. Галерея Де Твее Паувен, Нидерланды;
- 1998 АРТ Манеж 98. Галерея Ален Блондель. Москва;
- 1998, 1999 Персональные выставки в галерее Де Тисе Раппен. Гаага, Нидерланды;
- 1999 Групповая выставка совместно с Н. Глебовой. Англет (Биариц), Франция;
- 1999 Персональная выставка. Галерее Ален Блондель, Париж;
- 1999 Групповая выставка «Иван + Наталия». ЦДХ, Москва;
- 1999 Персональная выставка. Галерея Де Твее Даувен, Гаага, Нидерланды;
- 1999 Персональная выставка. Галерее «Вместе», Москва;
- 2000 Салон-павильон антиквариата и современного искусства. Галерея Ален Блондель, Париж;
- 2000 Гаагская ярмарка современного искусства. Галерея Де Твее Паувен, Нидерланды;
- 2000 Персональная выставка. Галерее Ален Блондель, Париж;
- 2000 Персональная выставка. Галерея Де Твее Паувен, Нидерланды;
- 2001 Салон-Павильон. Галерея Ален Блондель, Париж;
- 2001 Юбилейная персональная выставка. Большой Манеж, Москва;
- 2001 Персональная выставка. Тараскон, Франция;
- 2001 Персональная выставка. Галерея Де Твее Паувен, Нидерланды;
- 2001 Персональная выставка, посвящённая дню независимости России. Галерея «Вместе», Москва;
- 2001 Персональная выставка. Отель «Олимпик-Пента-Ренессанс», Москва;
- 2002 Групповая выставка российских Художников. Здание администрации Президента РФ;
- 2002 Персональная выставка. Гостиный Двор, Москва;
- 2002 Персональная выставка. Галерея Де Твее Паувен, Нидерланды;
- 2002 Групповая выставка претендентов на Государственную премию РФ в инженерном корпусе Третьяковской Галереи, Москва;
- 2003 Персональная выставка. Стамбул;
- 2004—2010 нет данных
- 2011 Цена свободы. ЦДХ, Москва[11] ;
- 2013 Живопись маленьких размеров, открытый клуб, Москва
- 2013 Завтрак на траве. Галерея на Чистых прудах, Москва[12][13].
- 2014 Персональная выставка: «Иван Лубенников. Холст. Масло». ЮВС арт-галерея, Москва

## Награды
- Орден Дружбы (2011)[14].
- Медаль «Ветеран труда».
- Народный художник Российской Федерации (2006)[3].
- Заслуженный художник Российской Федерации (1997)[15].
- В марте 2012 года награждён «Премией правительства РФ в области культуры за 2011 год» за оформление станций московского метро «Маяковская», «Сретенский бульвар» и «Славянский бульвар»[16].